# Польова веселка
«Польова веселка». — літературно-мистецьке об'єднання при Сокирянській районній газеті «Дністрові зорі».

## З історії
Юридично зареєстрованої дати створення немає. Перший номер «Польової веселки», після попередніх «Літературних сторінок», вийшов у суботу 17 лютого 1967 року, де було опубліковано уривок новели «Мізантроп» Е. Тарновича (псевдонім автора(Канарський Едуард Йосипович) — Юхим Гусар) і новелу "Ластівка Б. Михайлова (псевдонім автора (Брозинський Михайло Федорович) — Юхим Гусар). Згодом читачам було запропоновано етюди Світлани Ротар: «Сльози, сонце і посмішка», «Проліски», «Життя»; поезії Володимира Мартинюка (Мартинюк Володимир Семенович): «Весняне», Івана Нагірняка (Нагірняк Іван Семенович) — «Роздуми», Олексія Бондара (Бондар Олексій Станіславович) — «Медаль», оповідання Юхима Гусара (Гусар Юхим Семенович) «Необдуманий вчинок» і «В дорозі», новелу Світлани Бояркіної (Зарицької) «Бережи мою матір», гуморески Василя Мельника (Мельник Василь Гаврилович) «Раціоналізатор», Михайла Василашка «Втопили кума», пригоди Федора Дращенка «Жаба на варті», «Лис у ямі»…

## Творчі сили
Зібрання творчих сил краю зорганізував випускник Кам'янець-Подільского педінституту, поет Олексій Бондар, який у 1967 році був зарахований до складу творчого штату Сокирянської районної газети «Дністрові зорі» і фактично очолив об'єднання «Польова веселка». Найактивнішими його членами, окрім працівників редакції: Михайла Брозинського, Олексія Бондара, Юхима Гусара, Світлани Зарицької, Едуарда Канарського, Євгена Каплуненка, були самодіяльні композитори: Володимир Давиденко (Давиденко Володимир Олександрович) — директор Сокирянського кам'яного кар'єру; Михайло Мафтуляк (Мафтуляк Михайло Васильович) — директор Сокирянської дитячої музичної школи; поети-початківці: агроном з села Романківці Василь Гандзій (Гандзій Василь Васильович), його колега з села Волошкове Володимир Мартинюк (Мартинюк Володимир Семенович), піонервожата з села Молодово Світлана Костюк, вчителька з села Василівка Ганна Заболотна, перспективний поет і літератор з села Ломачинці Іван Нагірняк, педагог, диригент, автор власних музичних творів з села Коболчин Іван Гончар (Гончар Іван Іванович), молодий директор Романковецького, що споруджувався, консервного заводу Василь Мельник (Мельник Василь Гаврилович), викладач Сокирянської СШ № 1 Надія Юзефович, самобутній дослідник і краєзнавець Олександр Чорний, дещо пізніше про себе заявили інженер Віктор Ярощук (Ярощук Віктор Володимирович), журналіст Микола Кривий з с. Коболчин Кривий Микола Васильович радіожурналістка Тамара Морошан, педагог Інна Багрійчук…

## Друзі-побратими об'єднання
Сторінки «Польової веселки» ознайомили читачів-сокирянців з багатьма творами інших людей, закоханих в українське слово, народне мистецтво. Це, приміром, «Пісня про Віру Бірюкову» (партизанку-радистку, яка загинула на Сокирянщині у січні 1944 року), на слова Володимира Мар'янина, який працював ще до створення літературного об'єднання заступником редактора газети «Дністрові зорі», музику до якої написав викладач Сокирянської дитячої музичної школи Микола Рясик, а також поезії Анатолія Звірика, Івана Кутеня, Галини Тарасюк, Валерія Фоменка…
Гостями «Польової веселки» та рецензентами-порадниками були науковці-літератори з Чернівців: Анатолій Добрянський, Віктор Косяченко, Богдан Мельничук, Ярослав Вишиваний, Олександр Крицевий, колишній редактор районки Іван Фостій і журналіст-видавець з Києва Михайло Зяблюк, літератор і публіцист з Чернівців Іван Сосновський, письменники Микола Бурбак, Василь Фольварочний, поет-пісняр Микола Бакай, письменники Віктор Кочевський і Леонід Горлач з Києва, Іван Глинський з Могилева-Подільського, а також поети з Чернівців: Віталій Демченко, Аркадій Браеску, журналісти і літератори: Григорій Шабашкевич, Володимир Михайловський, Микола Гошко…